# Mètode Dumas

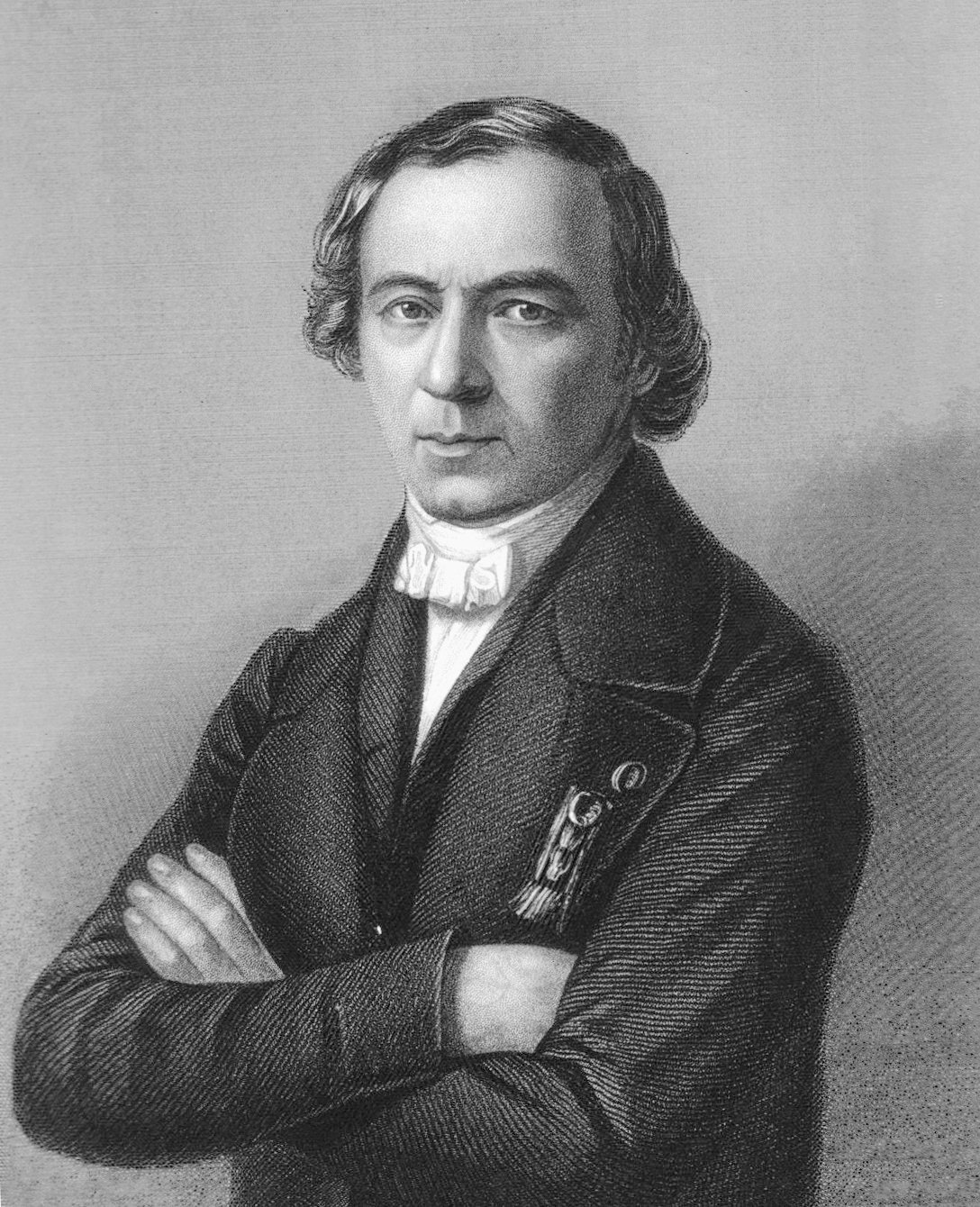
Retrat de Jean-Baptiste Dumas, creador del mètode.

El mètode de combustió o mètode Dumas va ser desenvolupat a principis del segle xix per Jean Baptiste Dumas.
En química analítica, és un procés d'anàlisi química utilitzada per a determinar la quantitat de nitrogen d'una substància química. És altament eficient, precís i veloç.
S'utilitza comunament per a trobar el contingut de proteïnes dels aminoàcids que contenen els aliments. No serviria per a determinar altres components com els lípids, hidrats de carboni o composts estructurals formats per lignina que no tenen nitrogen.
Altres substàncies com ara les vitamines contenen nitrogen en quantitats insignificants, aleshores no seria útil realitzar aquest mètode.
Aquest mètode, però, pot ser enganyat per altres substàncies nitrogenades como ara el nitrogen no proteic i fins i tot amb substàncies tòxiques o sense valor nutritiu com va passar a la Xina l'any 2008.
Un altre mètode per mesurar el contingut de nitrogen és el mètode Kjeldahl.

## Fases del Procés

### Preparació i pesat de la mostra
S'utilitza una petita quantitat de la mostra per estalviar el cost de l'anàlisi.
Es redueix a través d'una combustió estequiomètrica. La mostra és homogeneïtzada i s'ha de pesar en una làmina d'estany.

### Fase de Purga
Se sella la cambra i es procedeix a purgar els gasos atmosfèrics residuals.

### Fase de Combustió
S'allibera la mostra dins del forn de combustió a una temperatura de 950 °C en presència d'oxigen pur i un catalitzador. La mostra es crema completament descomponent la mostra en gasos i cendra.
Una mostra, sigui sòlida o líquida és cremada per formar òxid de nitrogen. D'aquests òxids (NOx) resultants se'n redueix el nitrogen elemental amb l'ajuda del coure mentre que els subproductes (H₂O i CO₂) se separen completament.
Aquests productes de la combustió de la mostra travessen l'etapa secundària del forn (post-cremat, 850 °C) però completar l'oxidació dels gasos.
Després un sistema de filtrat físic i un refredador termoelèctric s'encarrega d'eliminar i controlar la humitat resultant de la combustió de la mostra (vapor d'aigua).

### Fase d'Anàlisi
En un recipient es realitza l'homogeneïtzació dels gasos, per a després procedir a l'extracció de 3cc (Alíquota). Un flux de gas arrossega l'heli que s'utilitza per desplaçar l'alíquota de gas fins al sistema de catàlisi on s'elimina l'oxigen lliure, el CO₂ i H₂O.
Després d'eliminar els gasos interferents es condueix el gas fins a una cel·la d'anàlisi del nitrogen gas.
S'utilitza una cel·la de conductivitat per determinar el contingut de nitrogen gas, es compara amb l'heli.
La gran diferència termo-conductiva entre el nitrogen gas a analitzar i l'heli permet el màxim grau de sensibilitat, precisió i exactitud en la mesura de nitrogen pel mètode Dumas.
El resultat s'expressa en % o ppm amb relació amb el pes; o en valor de % proteic.